# Comtat de Ginebra

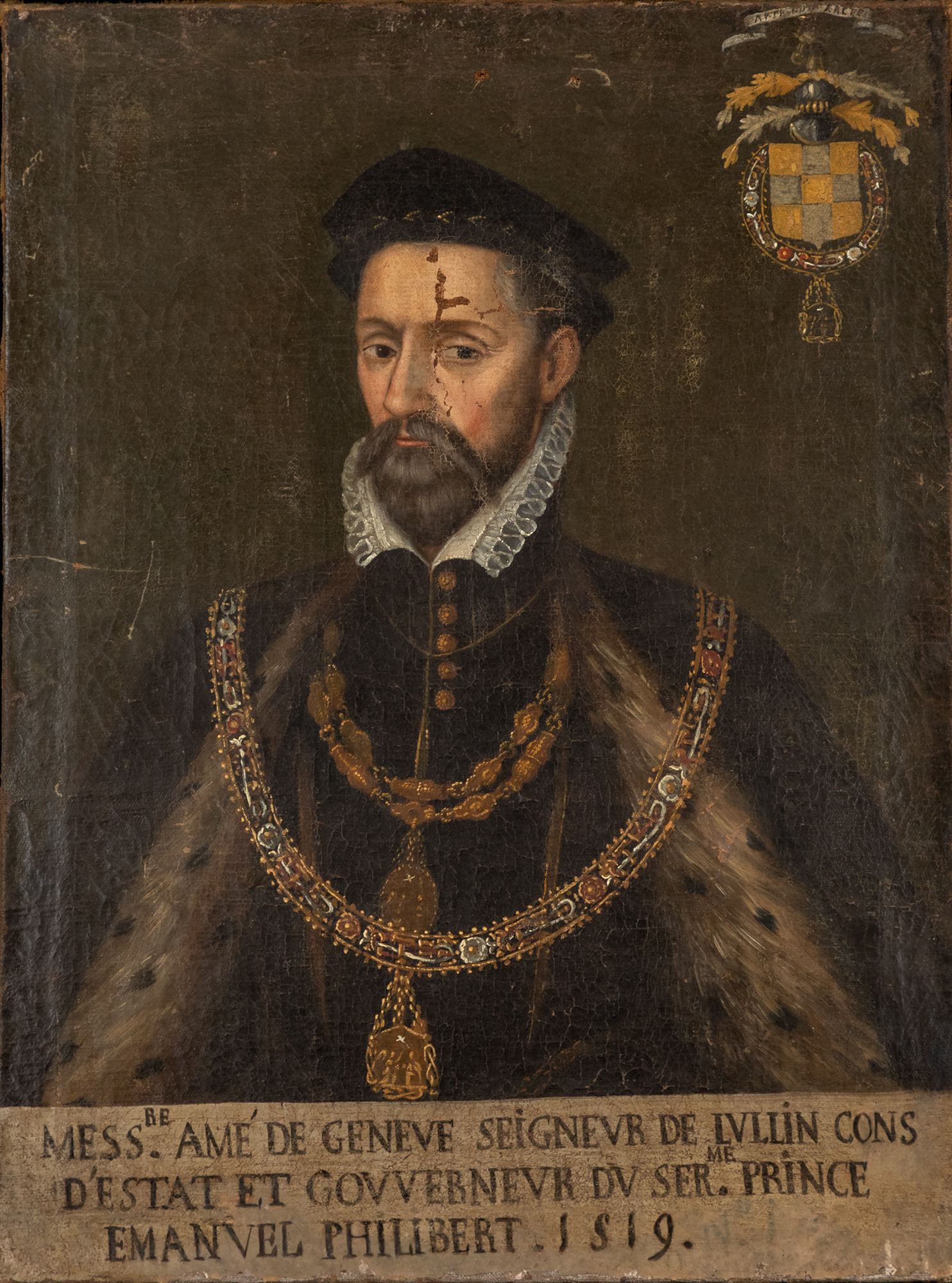
Retrat d'Amadeu de Ginebra.

El comtat de Ginebra fou una jurisdicció feudal centrada inicialment entorn de la ciutat de Ginebra, que va existir del segle IX fins al 1724.
El 888 Rodolf fou erigit en rei de la Borgonya Transjurana, i Ginebra va tenir els primers comtes coneguts en aquesta època. El 1045 el comte va esdevenir vassall de l'emperador del sacre imperi. El 1124 la ciutat es va constituir en ciutat lliure sota l'autoritat del bisbe. El 1355 Savoia va adquirir una part del comtat (el Gex) per una complicada herència. El 1401 el comte Otó de Thoire i Villars va vendre el comtat al comte Amadeu VIII de Savoia (Amadeu V de Ginebra), duc des del 1416, però els hereus d'Otó es van oposar a la venda i es van produir lluites que van durar 23 anys fins que el 1424 Amadeu de Savoia va comprar els drets a tots els pretendents. Des de llavors va quedar vincular a la casa de Savoia però en alguns moments fou donat a membres secundaris de la dinastia i finalment a la branca dels Savoia-Nemours. El comtat va quedar incorporat al ducat de Savoia el 1724 i va ser ocupat per França el 1797.

## Comtes de Ginebra
- Ratbert (mort després del 880)
- Albiti (fill, mort després del 931)
- Conrat I (fill, mort vers el 963)
- Conrat II (fill) vers 963-974
- Albert (germà) vers 974-?
- Gerold I (fill) ?-vers 1023 (comte de Viena, de Mauriena i de Ginebra)
- Gerold II (fill) vers 1023-1080
- Aimon I (fill) vers 1080-1128
- Amadeu I (fill) 1128-1178
- Guillem I (fill) 1178-1195
- Humbert I (fill) 1195-1220
- Guillem II (germà) 1220-1252
- Raül (fill) 1252-1265
- Aimon II (fill) 1265-1280
- Amadeu II (germà) 1280-1308
- Guillem III (fill) 1308-1320
- Amadeu III (fill) 1320-1367
- Aimon III (fill) 1367
- Amadeu IV (germà) 1367-1368
- Joan I (germà) 1368-1369
- Pere (Germà) 1369-1392
- Robert (germà, bisbe de Cambrey) 1392-1394 que fou Papa a Avinyó amb el nom de Climent VII
- Humbert VII de Thoire i Villars 1394-1400 (fill d'Humbert VI de Thoire i Villars i de Maria de Ginebra, filla d'Amadeu III)
- Otó de Thoire i Villars 1400-1401
- Amadeu V de Ginebra i VIII de Savoia, 1401-1434
- Felip de Savoia (fill) 1434-1444
- Lluís I (germà) 1444-1460
- Lluís de Ginebra (fill) 1460-1482 (rei de Xipre)
- Joan II de Ginebra (germà) 1482-1491
- Carles I de Ginebra i II de Savoia 1491-1496
- Felip I de Ginebra i II de Savoia sense terra, 1496-1497
- Filibert I de Ginebra i II de Savoia "el bell", 1497-1504
- Carles II de Ginebra i III de Savoia 1504-1514
- Felip de Savoia-Nemours (germà) 1514-1533
- Jaume de Savoia-Nemours (fill) 1533-1585, duc el 1564
- Carles Manel de Savoia-Nemours (fill) 1585-1595
- Enric I de Savoia-Nemours (germà) 1595-1632
- Lluís de Savoia-Nemours (fill) 1632-1641
- Carles Amadeu de Savoia-Nemours (germà) 1641-1652
- Enric II de Savoia-Nemours 1652-1659
- Maria Joana Baptista de Savoia (filla de Carles Amadeu) 1659-1724
- Carles Manuel II de Savoia (marit) 1659-1724 (duc de Savoia i príncep del Piemont)

Unit al ducat de Savoia el 1724